# مدد غيبي (لوست)
«مدد غيبي» أو «الإله من الآلة» (نسبة إلى المدد الغيبي في الأدب) (باللاتينية: Deus Ex Machina) هي الحلقة التاسعة عشر من الموسم الأول من المسلسل التلفزيوني الدرامي الأمريكي لوست. أخرج الحلقة روبرت مانديل وكتبها المنتجان التنفيذيان كارلتون كيس ودامون ليندلوف. تم بثها لأول مرة على قناة ABC في الولايات المتحدة في 30 مارس 2005.
ظهرت شخصية جون لوك (تيري أوكوين) في فلاشباك الحلقة، وكشفت كيف اكتشف من هم والديه، فقط ليدرك في النهاية أنهم خدعوه لأسباب أنانية. في الوقت الحاضر، يواجه جون أزمة شخصية بسبب عجزه وعجز بون (إيان سومرهالدر) عن فتح الفتحة التي اكتشفاها. في هذه الأثناء، جاك شيبارد (ماثيو فوكس) يكشف لسوير (جوش هولواي) أن الأخير يعاني من مد البصر.
شوهدت حلقة «مدد غيبي» من قبل ما يقدر بنحو 17.75 مليون مشاهد أمريكي.

## القصة

### الفلاشباك
يلتقي جون لوك (تيري أوكوين) غير المصاب بشلل نصفي بامرأة غامضة (سوسي كورتز) في متجر الخصم الذي يعمل فيه. بعد الاجتماع الأولي، لاحظ لوك لاحقًا نفس المرأة تراقبه في ساحة انتظار المتجر. يطاردها لمواجهتها وتوضح أنها والدته الأصلية، إميلي لوك. يسأل لوك عن والده وتدعي إميلي أن لوك ليس لديه أب لأنها حملت به بلا دنس. لم يتوانى لوك عن توظيف محقق خاص وجد والد لوك، أنتوني كوبر (كيفن تيجي).
عندما يزور لوك منزل والده الثري يتم الترحيب به بأذرع مفتوحة. يشكل لوك علاقة قوية مع والده، الذي كثيرًا ما يأخذه للصيد. ذات يوم يصل لوك إلى المنزل مبكرًا ويكتشف أن والده يتلقى علاج غسيل الكلى. في النهاية يعرض لوك إحدى كليتيه لإنقاذ والده. بعد الجراحة، يستيقظ لوك في المستشفى ليجد أن والده قد خرج من المنزل لتلقي رعاية خاصة وتركه. وصلت إميلي لتشرح أنه عندما أدرك أنتوني أنه بحاجة إلى كلية، قام بتعقب ابنهما ودفع لها مقابل الوصول إليه، على الأرجح لغرض وحيد هو إجراء عملية الزرع. بعد أن أصابه التحطم، أخرج لوك نفسه من سرير المستشفى وذهب إلى منزل والده، ولكن أبعده حارس البوابة، الذي كان ودودًا معه. بينما يقود سيارته بعيدًا، انهار لوك بسبب الخيانة.

### على الجزيرة
إنه اليوم 39، 30 أكتوبر 2004، على الجزيرة، قام لوك وبون كارلايل (إيان سومرهالدر) ببناء منجنيق في محاولة لفتح نافذة الفتحة. عندما يفشل هذا، يقوم لوك الغاضب بركل الفتحة. لاحظ بون وجود شظية في ساق لوك، لكن لوك قال إنه لا يشعر بأي ألم وفي تلك الليلة اكتشف أنه فاقد الإحساس في ساقيه.
في هذه الأثناء، جيمس "سوير" فورد (جوش هولواي) يعاني من الصداع والحساسية - جاك شيبارد (ماثيو فوكس) يُشخص ذلك على أنه مد بصر ناجم عن الإجهاد الواقع على عيون سوير بسبب كثرة قراءته منذ وصوله إلى الجزيرة. باستخدام نظارات احتياطية تم العثور عليها من الحطام ومهارات سعيد جراح (نافين أندروز) الهندسية، يعرض جاك على سوير زوجًا جديدًا من النظارات للقراءة بهم.
لوك وبون عند الفتحة مرة أخرى، ويدرك لوك أن بون أصبح ضجر ويعتقد أن جهودهما المستمرة لفتحها مضيعة للوقت. يؤكد لوك أن الجزيرة سترسل لهم إشارة حول الفتحة. ثم رأى لوك في حلمه طائرة بيتشكرافت 18 تحطمت في الغابة، ثم رأى والدته، وهو نفسه على كرسي متحرك، وبون مغطى بالدم ينطق بعبارة «تيريزا تصعد على الدرج، وتسقط تيريزا إلى أسفل الدرج.». يستيقظ لوك ويوقظ بون ليخرجا بحثًا عن الطائرة، لكن لوك وجد نفسه فجأة يفقد استخدام ساقيه بما أنه لم يعد قادرًا على المشي بثبات. أثناء المشي، اكتشفوا جثة متحللة في ملابس كاهن كاثوليكي، تحمل عملة نيجيرية ومسدسًا فارغًا. عندما يسقط لوك، يحاول بون إقناعه بالعودة إلى المعسكر، لكن لوك يقنعه بالاستمرار بذكر العبارة التي سمع بون يقولها في حلمه. يكشف بون أن تيريزا كانت مربية أطفاله عندما كان طفلاً كسر رقبتها على الدرج ذات يوم. في هذه المرحلة، يرى الاثنان الطائرة معلقة في شجرة.
لأن لوك غير قادر على المشي، يجب أن يتسلق بون الشجرة ليبحث داخل الطائرة بمفرده. اكتشف مجموعة من تماثيل مريم العذراء مليئة بالهيروين المهربة، وجسد متحلل لرجل آخر يرتدي زي كاهن، وجهاز راديو يعمل. يرسل بون نداء استغاثة عبر الراديو ويجيب صوت ذكر، «هل هناك شخص ما هناك؟» الذي يرد عليه بون، «نحن الناجون من تحطم طائرة أوشيانيك الرحلة 815.» يجيب الصوت «نحن الناجون من رحلة أوشيانيك 815!» في هذه المرحلة، تنهز الطائرة المتأرجحة من حركات بون وسقطت فجأة على الأرض، محطمة المقدمة أولاً. وبجنون، يكافح لوك للوقوف على قدميه، ويرفع بون المصاب بجروح خطيرة على كتفيه، ويعود إلى المخيم.
يحمل لوك بون إلى الكهف ويكذب على جاك، ويخبره أن بون سقط من منحدر أثناء قيامهما بالصيد. يبدأ جاك بمعالجة بون، ويختفي لوك في الغابة ليعود إلى الفتحة. يضغط لوك على الباب ويصرخ قلقاً حول كيفية قيامه بكل شيء طلبت منه الجزيرة أن يفعله، وكيف أنه يفقد قدرته على المشي وغير قادر على فتح الباب. فجأة تضيء نافذة الفتحة.

## الإنتاج
كانت هذه الحلقة الأولى التي كتبها كل من المنشئ دامون ليندلوف وكاتب "قلوب وعقول" كارلتون كوس.

## بعد البث
17.75 مليون مشاهد أمريكي تابعوا هذه الحلقة.

## روابط خارجية
- «مدد غيبي» في ABC
- «مدد غيبي» على قاعدة بيانات الأفلام على الإنترنت

1. ↑  "Lost – Netflix". نتفليكس. مؤرشف من الأصل في 2021-03-08. اطلع عليه بتاريخ 2017-11-24.
2. ↑  "Weekly Program Rankings" (Press release). أيه بي سي Medianet. 5 أبريل 2005. مؤرشف من الأصل في 2015-03-11. اطلع عليه بتاريخ 2008-07-30.